# Brevirostres
Brevirostres è un clade di coccodrilli che include alligatoroidi e crocodiloidi. I brevirostri sono coccodrilli dal muso corto distinguendosi dal muso lungo e sottile dei gaviali. È definito filogeneticamente come l'ultimo antenato comune di Alligator mississippiensis (l'alligatore del Mississippi) e Crocodylus niloticus (il coccodrillo del Nilo) e tutti i suoi discendenti. Di seguito è riportato un cladogramma che mostra le relazioni filogenetiche di Brevirostres dagli studi di Brochu (1997):
|              | † Pristichampsus                                                 |
|              |                                                                  |
| Brevirostres | \| \| Alligatoroidea \| \| \| \| \| \| Crocodyloidea \| \| \| \| |
|              | \| \| Alligatoroidea \| \| \| \| \| \| Crocodyloidea \| \| \| \| |
|              | Alligatoroidea                                                   |
|              |                                                                  |
|              | Crocodyloidea                                                    |
|              |                                                                  |

|  | Alligatoroidea |
|  |                |
|  | Crocodyloidea  |
|  |                |

|              | † Pristichampsus                                                 |
|              |                                                                  |
| Brevirostres | \| \| Alligatoroidea \| \| \| \| \| \| Crocodyloidea \| \| \| \| |
|              | \| \| Alligatoroidea \| \| \| \| \| \| Crocodyloidea \| \| \| \| |
|              | Alligatoroidea                                                   |
|              |                                                                  |
|              | Crocodyloidea                                                    |
|              |                                                                  |

|  | Alligatoroidea |
|  |                |
|  | Crocodyloidea  |
|  |                |

|              | † Pristichampsus                                                 |
|              |                                                                  |
| Brevirostres | \| \| Alligatoroidea \| \| \| \| \| \| Crocodyloidea \| \| \| \| |
|              | \| \| Alligatoroidea \| \| \| \| \| \| Crocodyloidea \| \| \| \| |
|              | Alligatoroidea                                                   |
|              |                                                                  |
|              | Crocodyloidea                                                    |
|              |                                                                  |

|  | Alligatoroidea |
|  |                |
|  | Crocodyloidea  |
|  |                |

|              | † Pristichampsus                                                 |
|              |                                                                  |
| Brevirostres | \| \| Alligatoroidea \| \| \| \| \| \| Crocodyloidea \| \| \| \| |
|              | \| \| Alligatoroidea \| \| \| \| \| \| Crocodyloidea \| \| \| \| |
|              | Alligatoroidea                                                   |
|              |                                                                  |
|              | Crocodyloidea                                                    |
|              |                                                                  |

|  | Alligatoroidea |
|  |                |
|  | Crocodyloidea  |
|  |                |

Brevirostres fu nominato per la prima volta da Karl Alfred von Zittel, nel 1890. Von Zittel considerò Gavialis, il gaviale, strettamente imparentato con Tomistoma, il falso gaviale, e li escluse dal gruppo. Tomistoma, come suggerisce il nome, tradizionalmente non è considerato strettamente correlato a Gavialis, ma è classificato come un coccodrillo. In base a questa classificazione, tutti i membri di Brevirostres sono brevirostrini dal muso corto. Recenti analisi molecolari supportano la classificazione di von Zittel nel porre Tomistoma come parente stretto di Gavialis. Se questa classificazione è accettata, Brevirostres può essere considerato un sinonimo junior di Crocodylia. Se Brevirostres è definito come l'ultimo antenato comune di tutti i brevirostrini - tra cui Tomistoma - e tutti i suoi discendenti, i discendenti dell'antenato comune includevano i gaviali e quindi tutti i coccodrilli.